# Wybory prezydenckie w Niemczech w 1925 roku

Wyniki pierwszej tury wyborów

Wyniki drugiej tury wyborów

Wybory prezydenckie w Niemczech w 1925 roku – odbyły się  29  marca i 26 kwietnia, po niespodziewanej śmierci prezydenta Friedricha Eberta. Zgodnie z konstytucją Republiki Weimarskiej prezydenta wybierali obywatele. Zwyciężył Paul von Hindenburg. Został wybrany na prezydenta w drugiej rundzie głosowania.

## Wyniki
| Kandydat            | Partia      | I tura        | I tura  | II tura       | II tura |
| Kandydat            | Partia      | Liczba głosów | Procent | Liczba głosów | Procent |
| ------------------- | ----------- | ------------- | ------- | ------------- | ------- |
| Erich Ludendorff    | NSDAP       | 285.793       | 1,1     | -             | -       |
| Karl Jarres         | DVP         | 10.416.658    | 38,8    | -             | -       |
| Otto Braun          | SPD         | 7.802.497     | 29      | -             | -       |
| Wilhelm Marx        | Zentrum     | 3.887.734     | 14,5    | 13.751.605    | 45,3    |
| Ernst Thälmann      | KPD         | 1.871.815     | 7       | 1.931.151     | 6,4     |
| Willy Hellpach      | DDP         | 1.568.398     | 5,8     | -             | -       |
| Heinrich Held       | BVP         | 1.007.450     | 3,7     | -             | -       |
| Paul von Hindenburg | bezpartyjny | -             | -       | 14.655.641    | 48,3    |

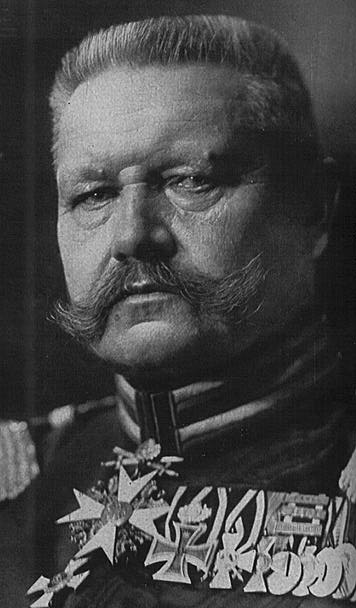
Paul von Hindenburg – kandydat bezpartyjny
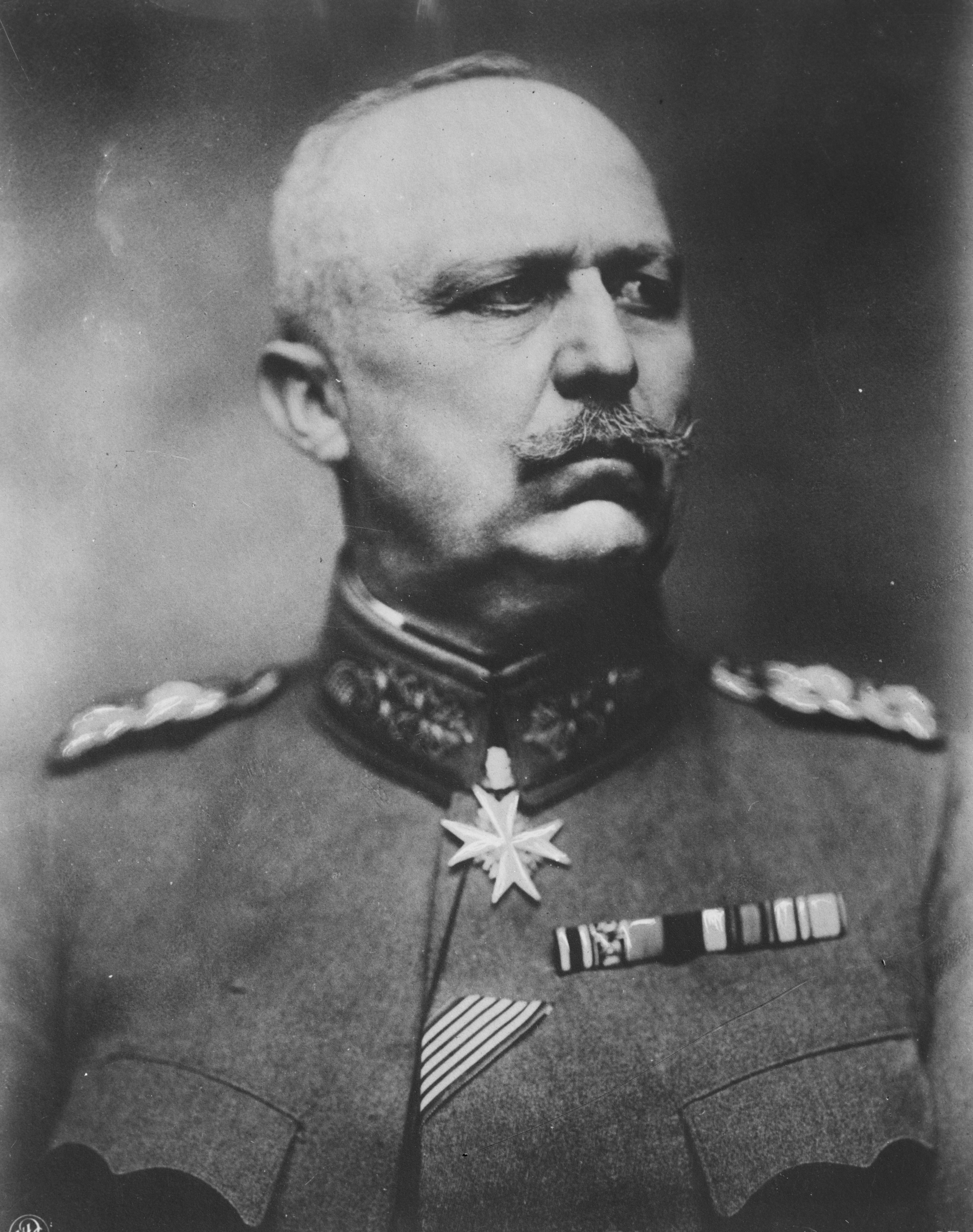
Erich Ludendorff -kandydat NSDAP
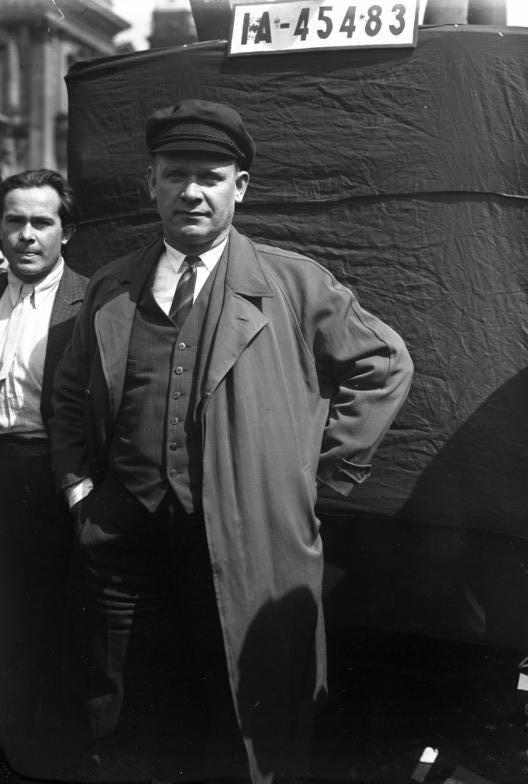
Ernst Thälmann– kandydat KPD
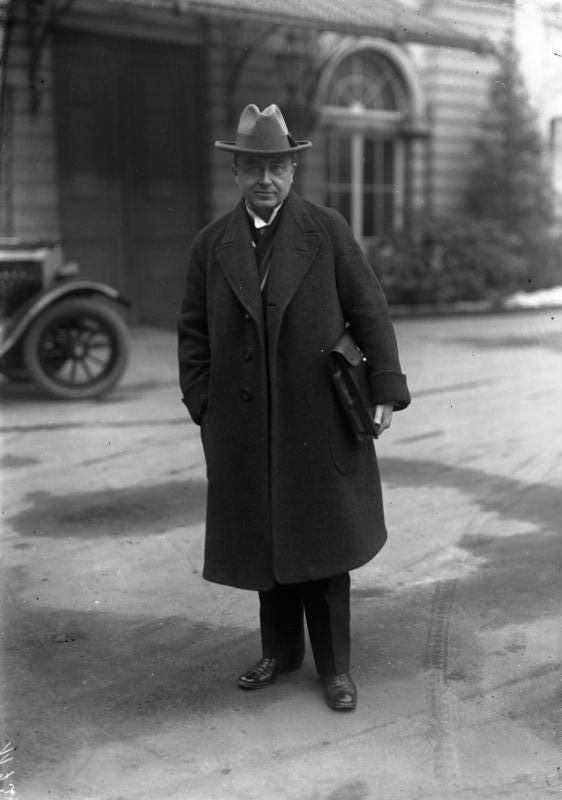
Karl Jarres – kandydat DVP
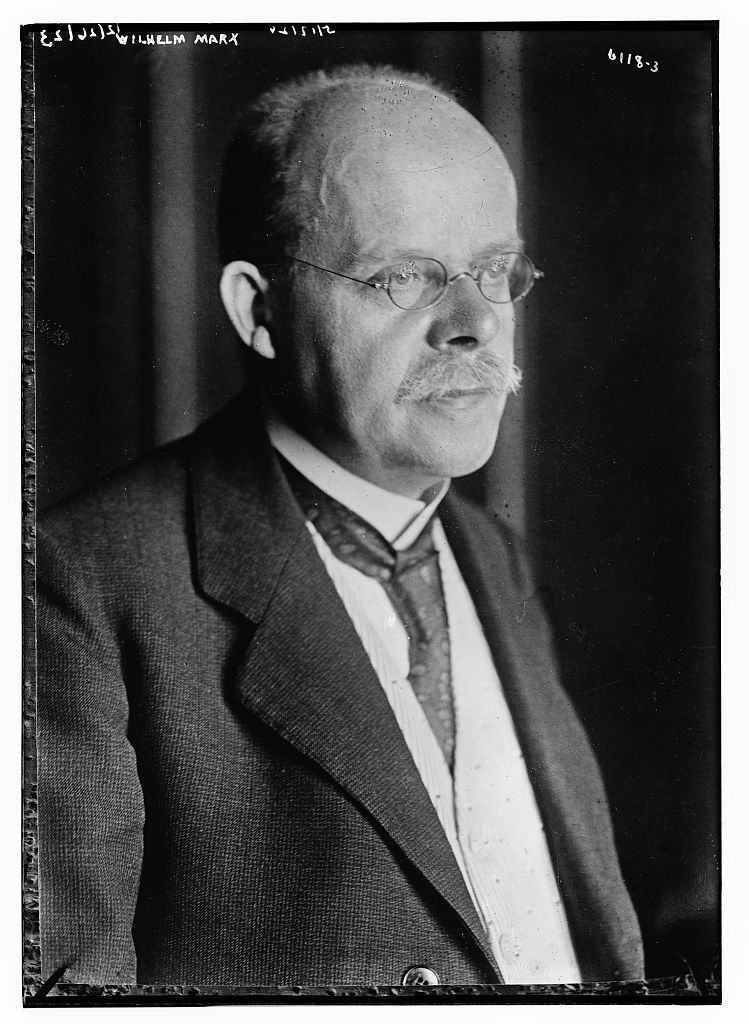
Wilhelm Marx – kandydat Zentrum
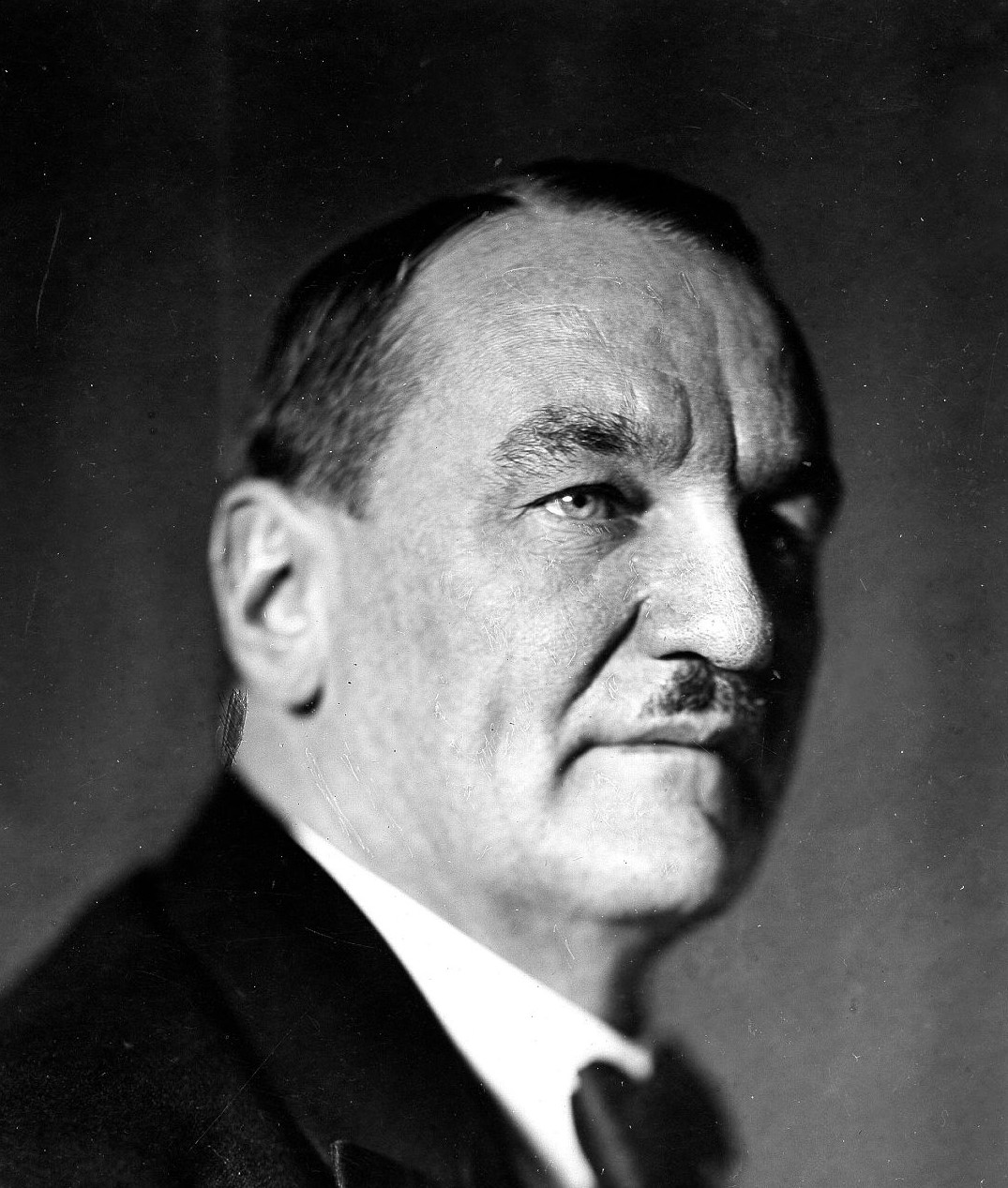
Willy Hellpach – kandydat DDP
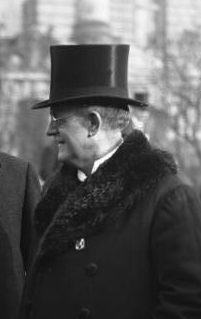
Heinrich Held - kandydat BVP